# 西洪大桥
西洪大桥是浙江省宁波市的一座跨江桥梁，位于江北区和海曙区之间，跨越姚江，为双层独塔钢桁梁斜拉桥，上层为城市快速路主路，下层为城市快速路辅路，全长336米，主桥布置为82米+138米+116米，最大跨度为138米，是宁波首座双层跨江大桥，于2019年5月28日开工，主桥于2021年11月26日合龙，其中上层于2022年6月29日通车，下层于2022年9月29日通车。

## 图集
- 西洪大桥上层
- 西洪大桥下层